# Marcelo David
Marcelo David, pseud. "coldzera" (ur. 31 października 1994 roku w São Paulo) – brazylijski profesjonalny gracz Counter-Strike: Global Offensive, który jest riflerem w międzynarodowym zespole FaZe Clan.

## Wyróżnienia indywidualne
- 1 miejsce w rankingu najlepszych graczy na świecie w 2016 roku według serwisu HLTV.org[1]
- 1 miejsce w rankingu najlepszych graczy na świecie w 2017 roku według serwisu HLTV.org[2]
- 10 miejsce w rankingu najlepszych graczy na świecie w 2018 roku według serwisu HLTV.org[3]

## Osiągnięcia[4]
- 2 miejsce - WinOut.net CS:GO Championship (2015)
- 2 miejsce - iBUYPOWER Invitational 2015 - Fall (2015)
- 4 miejsce - RNG Pro Series Finals (2015)
- 5/8 miejsce - DreamHack Open Cluj-Napoca 2015 (2015)
- 3/4 miejsce - iBUYPOWER Cup (2015)
- 2 miejsce - DreamHack Open Winter 2015 (2015)
- 1 miejsce - StarLadder i-League StarSeries XIV Ameryka (2015)
- 1 miejsce - MAX5 Invitational (2016)
- 3/4 miejsce - StarLadder i-League StarSeries XIV (2016)
- 2 miejsce - DreamHack Leipzig 2016 (2016)
- 2 miejsce - Intel Extreme Masters Season X World Championship (2016)
- 1 miejsce - MLG Major Championship Columbus (2016)
- 1 miejsce - DreamHack Austin 2016 (2016)
- 1 miejsce - ESL Pro League Season 3 Finals (2016)
- 2 miejsce - Esports Championship Series Season 1 Finals (2016)
- 1 miejsce - ESL One: Kolonia 2016 (2016)
- 3/4 miejsce - ESL One: Nowy Jork 2016 (2016)
- 3/4 miejsce - EPICENTER 2016 (2016)
- 2 miejsce - ESL Pro League Season 4 Finals (2016)
- 2 miejsce - Intel Extreme Masters Season XI Oakland (2016)
- 3/4 miejsce - ELEAGUE Season 2 (2016)
- 3/4 miejsce - ELEAGUE Major 2017 (2017)
- 2 miejsce - DreamHack Masters Las Vegas 2017 (2017)
- 1 miejsce - cs_summit (2017)
- 1 miejsce - Intel Extreme Masters Season XII Sydney (2017)
- 2 miejsce - Subaru Invitational 2017 (2017)
- 1 miejsce - DreamHack Summer 2017 (2017)
- 1 miejsce - Esports Championship Series Season 3 Finals (2017)
- 1 miejsce - ESL One: Kolonia 2017 (2017)
- 5/8 miejsce - PGL Major Kraków 2017 (2017)
- 1 miejsce - Gamers Club Masters 2017 - Legend Challenge (2017)
- 3 miejsce - ESG Tour Mykonos 2017 (2017)
- 3/4 miejsce - ESL One: Nowy Jork 2017 (2017)
- 1 miejsce - EPICENTER 2017 (2017)
- 1 miejsce - BLAST Pro Series Kopenhaga 2017 (2017)
- 1 miejsce - ESL Pro League Season 6 Finals (2017)
- 3/4 miejsce - ELEAGUE Major Boston (2018)
- 3 miejsce - cs_summit 2 (2018)
- 1 miejsce - Adrenaline Cyber League 2018 (2018)
- 1 miejsce - Moche XL Esports (2018)
- 3/4 miejsce - ESL One: Belo Horizonte 2018 (2018)
- 1 miejsce - ZOTAC Cup Masters 2018 (2018)
- 3/4 miejsce - FACEIT Major Londyn 2018 (2018)
- 2 miejsce - BLAST Pro Series Stambuł 2018 (2018)
- 1 miejsce - Brasil Game Cup 2018 Challenge (2018)
- 1 miejsce - ESL Pro League Season 8 Ameryka Północna (2018)
- 2 miejsce - Esports Championship Series Season 6 Finals (2018)
- 3/4 miejsce - ESL Pro League Season 8 Finals (2018)
- 4 miejsce - BLAST Pro Series Lizbona 2018 (2018)
- 1 miejsce - BLAST Pro Series Copenhagen 2019 (2019)